# Francesco Amilcare Dupanloup
Francesco Amilcare Dupanloup (Savona, 6 aprile 1887 – Pegli, 25 aprile 1945) è stato un generale italiano.

## Biografia
Dupanloup fu volontario di guerra come ufficiale di complemento del 41º Reggimento fanteria "Modena" nella prima guerra mondiale fu decorato con tre medaglie d'argento al valor militare di cui una con Motu proprio del Re, un bronzo e una promozione straordinaria. Verso la fine della guerra ottenne di essere assegnato a un reparto di arditi.

### Adesione al fascismo
Nel febbraio 1921 aderì ai fasci italiani di combattimento dopo la fondazione del primo fascio cittadino ad opera di Salvatore Addis assumendo il comando dello squadrismo savonese. Qualche anno dopo Dupanloup si definì: "il primo fascista savonese".
Iscritto all'Associazione nazionale combattenti savonese ebbe più volte aspri dissidi con Cristoforo Astengo presidente locale dell'associazione (7 luglio 1921-14 ottobre 1922). Nell'agosto del 1922 guidò le squadre d'azione a occupare il municipio di Savona.
Nel 1922 prese parte alla marcia su Roma. Pochi mesi dopo fu eletto presidente dell'Associazione nazionale combattenti e Astengo divenne delegato circondariale. Il 24 febbraio 1924 si svolsero nuove elezioni all'interno dell'associazione e si scontrarono due liste, una che faceva capo a Dupanloup e l'altra a Astengo. Vinse Dupanloup con 443 voti contro i 100 di Astengo.
Fu tra i principali promotori della nascita della Milizia portuaria di cui poi assunse il comando.

### Il confino
Entrato in contrasto con il Partito Nazionale Fascista nel 1931 finì al confino a Canelli per aver costituito un improbabile gruppo dissidente dal nome di "Teste di moro". In questo periodo fu posto sotto la sorveglianza dell'OVRA direttamente dall'agente segreto Luca Osteria. Al comando della Milizia portuaria fu sostituito da Vittorio Raffaldi.

### Ruolo nella RSI
Aderì alla Repubblica Sociale Italiana dove era console generale della Guardia Nazionale Repubblicana in congedo. Morì il 25 aprile 1945 mentre veniva arrestato dai partigiani. Secondo racconti locali si sarebbe suicidato con un colpo di pistola quando i partigiani si presentarono alla sua porta per arrestarlo.